# Autoroute A-32 (Espagne)
Pour les articles homonymes, voir A32.
L'autoroute espagnole A-32 (Autovía Andrés de Vandelvira) est une autoroute espagnole partiellement en service sur 89 km, qui reliera à terme Bailén à Albacete.
L'autoroute va permettre de relier directement Albacete et la Communauté valencienne (Valence, Castellón de la Plana) aux grandes villes andalouses telles que Cordoue et Séville et tout le sud de l'Espagne occidentale sans faire de détour par la région de Murcie via l'habituelle A-7 notamment, supportant déjà pendant les fortes périodes en plus du trafic local les vacanciers ainsi que les ressortissants d'origine maghrébine (itinéraire entre la France et le Maroc et l'Algérie). Elle doublera à terme la route nationale N-322 au tracé partiellement sinueux.
Elle dessert pour le moment notamment les villes de Ubeda et Linares pour sa partie ouest, et le sud d'Albacete ainsi que son aéroport pour sa courte partie est.
Cette autoroute gratuite devait s'appeler à l'origine des projets la Autovía del Levante mais le choix s'est finalement porté à la Autovía Andrés de Vandelvira.

## Tronçons
| Nom   | Section                             | État (2024) | Longueur (km) |
| ----- | ----------------------------------- | ----------- | ------------- |
| A-32  | Bailén - Villanueva del Arzobispo   | En service  | 79 km         |
| N-322 | Villanueva del Arzobispo - Albacete | En projet   | 139 km        |
| A-32  | Rocade-ouest d'Albacete             | En service  | 10 km         |

## Tracé
- L'autoroute démarre par un carrefour giratoire à proximité de Bailén, situé sur la sortie 3 de l'autoroute A-44, et à quelques kilomètres de l'autoroute A-4 reliant Madrid à l'extrême sud de l'Espagne (Cadix, Jerez de la Frontera). Elle se dirige vers l'est et dessert Linares ainsi que Ubeda. Elle croise l'autoroute A-316 reliant Ubeda à Jaén.
- Après avoir desservi Torreperogil, l'autoroute prend un tracé sinueux et vallonné, suivant de près la N-322. L'autoroute se termine provisoirement au nord de Villanueva del Arzobispo, où elle redevient la N-322 à double sens.
- La section est de l'autoroute démarre au sud d'Albacete où elle se sépare de la N-322 pour la dernière fois, celle-ci desservant le nord d'Albacete (et plus loin Casas Ibañez et Requena à hauteur de l'A-3). L'autoroute se termine finalement à hauteur de l'A-30.

## Sorties
De Albacete à Bailen
| Sorties | Villes                                                              |        |
| ------- | ------------------------------------------------------------------- | ------ |
|         | Alicante - Valence - Murcie Madrid A-3 - Ciudad Real A-43           | A-31   |
| 01      | Albacete Nord                                                       | AB-20  |
| 02      | Manzanares                                                          | N-430  |
| 03      | Albacete Ouest                                                      | N-322a |
|         | Ubeda - Linares                                                     | N-322  |
|         | Section en projet et en construction Albacete Ouest - Linares Ouest | A-32   |
|         | Linares Ouest - Bailen A-44 Cordoue A-4                             | A-32   |
| 04      | Linares Ouest - Arquillos                                           | A-312  |
|         | Bailen Est Jaen - Grenade - Motril Madrid - Tolède - Cordoue A-4    | A-44   |

### Référence
- Nomenclature